# Indefinit
En kvadratisk form {\displaystyle \sum _{i,j}a_{i,j}x_{i}x_{j}} betecknas indefinit om motsvarande matris {\displaystyle A=(a_{ij})} har positiva såväl som negativa egenvärden.

## Tillämpningar
Om den kvadratiska formen som utgörs av andragradstermerna till taylorutvecklingen av en funktion {\displaystyle f} av flera variabler {\displaystyle (x_{1},\ldots ,x_{n})} kring en punkt {\displaystyle {\bar {a}}\in D_{f}} är indefinit, så föreligger varken lokalt maximum eller lokalt minimum för {\displaystyle f} i {\displaystyle {\bar {a}}} även om {\displaystyle f} är stationär där. Om {\displaystyle f} är stationär i {\displaystyle {\bar {a}}}, eller ekvivalent {\displaystyle \nabla f={\bar {0}}}, så säges {\displaystyle f} ha en sadelpunkt i punkten {\displaystyle {\bar {a}}}.